# Банан Бальбиса
Бана́н Бальби́са, Банан фруктовый (лат. Músa balbisiána) — вид рода Банан (Musa), один из видов-предков гибридного плодового банана — банана райского.

## Ботаническое описание
Растение с толстым ложным стволом, часто свыше 30 см в основании, зелёного или жёлто-зелёного цвета; верхние части влагалищ часто с чёрными пятнами, нижние — светло-коричневые. Влагалища и черешки живых листьев сизоватые или волосистые. Листовые пластинки часто свыше 3 м длиной и 60 см шириной, с обрубленным концом и закруглённым или сердцевидным основанием, сверху зелёные, снизу сизоватые. Черешки не менее 60 см длиной, сверху вогнутые.
Соцветие поникшее, с голыми цветоножкой и осью. У основания соцветия располагаются женские цветки, ближе к концу — мужские. Плоды тесно сжатые, каждый плод порядка 10 см длиной и 4 см толщиной, бледно-жёлтые, вскоре чернеющие. Мякоть плодов белая, семена чёрные, неправильно шаровидные, мелкобородавчатые, 5—6 × 4—5 мм.

## Значение
Плоды используются в качестве корма для свиней. Недозрелые плоды консервируются. Мужские цветочные почки употребляются в пищу в качестве овоща.
Вероятно, при скрещивании банана Бальбиса и банана заострённого (Musa acuminata) были получены многочисленные пищевые сорта банана, объединяемые под названием «банан райский».

## Систематика

### Синонимы
- Musa bakeri Hook.f., 1898
- Musa brachycarpa Backer, 1924
- Musa dechangensis J.L.Liu & M.G.Liu, 1987
- Musa elata Nakai, 1948
- Musa liukiuensis (Matsum.) Makino, 1900
- Musa martini Van Geert, 1892
- Musa ×paradisiaca subsp. seminifera (Lour.) K.Schum., 1900
- Musa ×paradisiaca var. granulosa G.Forst., 1786
- Musa pruinosa (King ex Baker) Burkill, 1925
- Musa rosacea Jacq., 1804, nom. rej.
- Musa ×sapientum f. pruinosa King ex Baker, 1893
- Musa ×sapientum subsp. seminifera (Lour.) Baker, 1893
- Musa ×sapientum var. liukiuensis Matsum., 1897
- Musa ×sapientum var. pruinosa (King ex Baker) A.M.Cowan & Cowan, 1929
- ?Musa seminifera Lour., 1790, nom. dub.
- Musa simiarum var. sylvestris Kurz, 1867
- Musa sylvestris Colla, 1820
- Musa textilis var. liukiuensis (Matsum.) Matsum., 1934